# 梅里納人
梅里納人，馬達加斯加的最大的族群，人口大约五百万，是該國18個官方認定的族群之一。屬高地马尔加什人，主要居住在包括首都安塔那那利佛的中央高地，十七世紀建国后统一全国之后一直主導全国政經。

## 历史
梅里納人是公元5世紀来自婆罗洲的南島语族，之後與黑人和阿拉伯人混血，十七世纪建国，十九世纪统一全島。1896年被法国亡国但他们一直是精英。

## 文化
梅里納人带来水稻与南島民族的芋、木琴，從事水田耕作以米为主食，在馬達加斯加的高原建立了精心設計的灌溉基礎設施，也养牛、猪。他们是基督徒但仍保留拾骨葬。
在被法國殖民前社會分為三等级，職業世襲互不通婚:
- 安德里亞那-貴族
- h*uwa（霍夫）-平民
- andevu-農奴和奴隸（主要來自東非和莫桑比克）

國王出自第一等级，而其他貴族則分為6個層級，每個都有一個繼承的職業，是內婚的。而奴隸則多來自進口的黑人，他們約佔梅里納人社會的三分之一，而奴隸與自由人之間任何婚姻和性關係也是禁忌，根據聯合國當代形式奴隸制問題特別報告員Gulnara Shahinian在2012年的報告，前奴隸種姓的後裔在當代馬達加斯加梅里納人社會繼續受苦，種族間婚姻被社會排斥。